# Lime

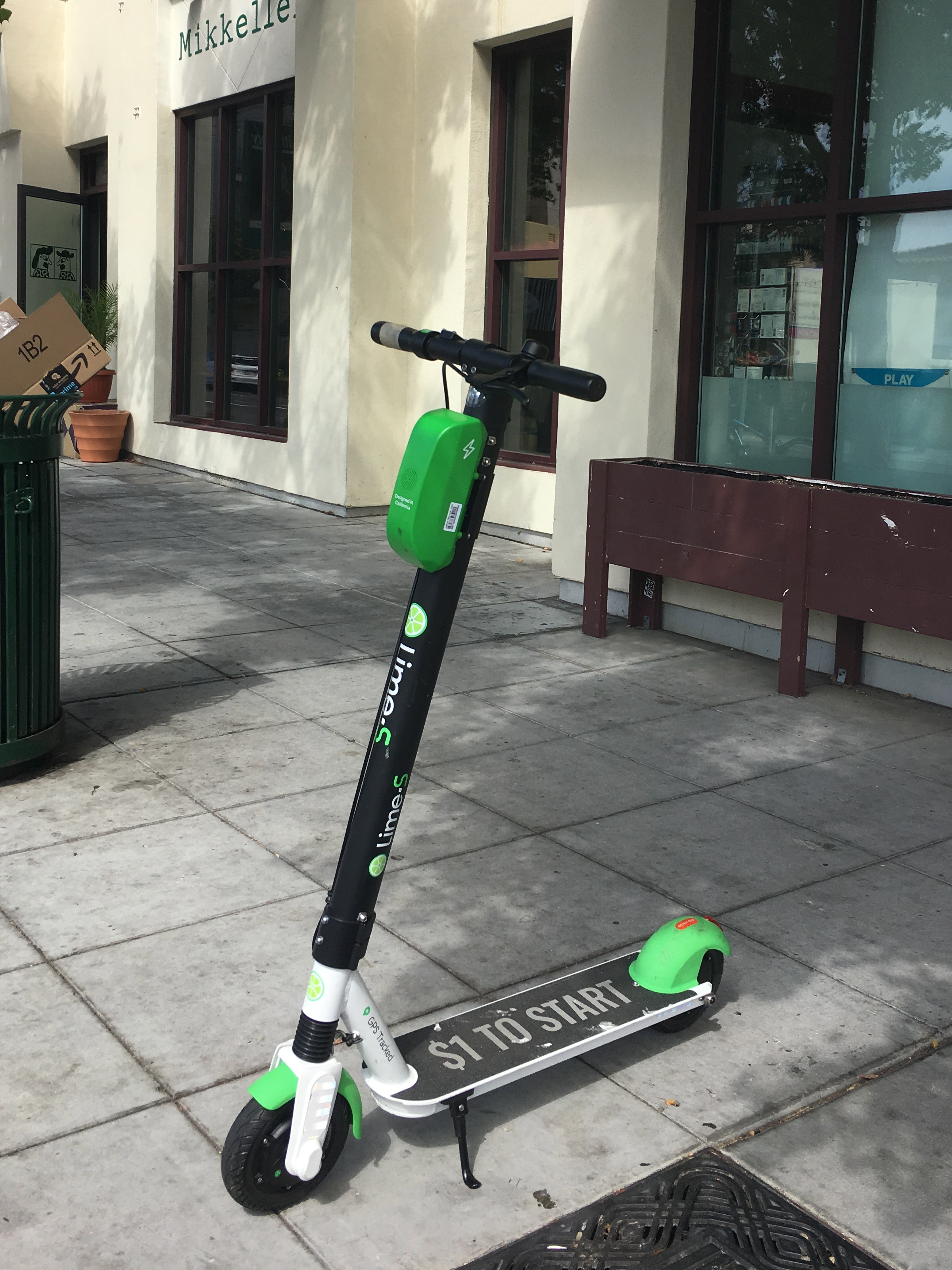
Lime scooter (koloběžka) v americkém San Diegu

Neutron Holdings, Inc, vystupující pod názvem Lime (dříve LimeBike), je americká firma provozující sdílení jízdních kol a koloběžek (bikesharing). Působí především ve Spojených státech, dále také v Evropě, včetně hlavního města České republiky (k březnu 2020 přerušeno). Systém využívání dopravních prostředků které nemají doky, jsou volně rozmístěny po městech a dají se odemknout skrz mobilní aplikaci. Společnost byla založena v lednu 2017. K září 2019 své sdílené dopravní prostředky provozuje ve 120 městech napříč 30 zeměmi.

## Praha
Od 28. září 2018 firma působí také v Praze. Půjčuje zde své elektrické koloběžky, kterých sem rozmístila přes sto. Ze začátku byly dostupné jen v úplném centru, pár týdnů po spuštění se jejich zóna rozšířila do širšího centra města, například na Pankrác, Letnou, do Holešovic či Nuslí. Lime distribuuje v Praze své koloběžky celý rok, kromě dnů kdy bude hrozit náledí, silný déšť či sníh.
Během roku 2018 (září až prosinec) proběhlo přibližně 185 000 jízd s celkem 50 000 uživateli. Průměrná jízdní doba byla 9 minut a ujetá vzdálenost 1,6 km. Průměrná rychlost při přepravě byla 6,2 km/h (včetně zastavování na semaforech a podobně).
Koloběžek bylo v roce 2018 přibližně 400, v září roku 2019 jich bylo 1500.
Za rok provozu v Praze se uskutečnilo celkem 1 milion jízd s koloběžkami Lime, přičemž v součtu s celým světě Lime ve stejný čas pokořil číslo 100 milionů jízd. Lime uvedlo, že zhruba polovina pražských zákazníků Lime je ze zahraničí.

### Přerušení působení
Dne 20. března 2020 během pandemie covidu-19 společnost Lime oznámila, že přerušuje svou činnost v Praze i dalších evropských a mimoevropských městech. Oficiálním důvodem je, že společnost chce zamezit šíření nemoci.